# 1990년 FIFA 월드컵 예선 대륙간 플레이오프
1990년 FIFA 월드컵 예선 대륙간 플레이오프는 각 대륙 예선전에서 대륙간 플레이오프에 진출한 2개의 국가 중 월드컵 본선에 진출할 1개 국가 대표팀을 가리는 대회이다. 남미 지역 예선 플레이오프에서 각 조 1위를 차지한 팀들 중에서 성적이 가장 낮은 팀, 오세아니아 지역 최종 예선 승자가 참가하며 홈 앤 어웨이 방식으로 진행된다. 대륙간 플레이오프의 승자는 1990년 FIFA 월드컵 본선에 진출한다.

## 참가국
다음 2개의 국가대표팀이 참가한다.
- 콜롬비아 (남미 2조 1위 - 각 조 1위를 차지한 팀들 가운데 성적이 가장 낮은 팀)
- 이스라엘 (오세아니아 최종 예선 승자)

## 경기 결과
| 팀 1     | 합계  | 팀 2     | 1차전 | 2차전 |
| -------- | ----- | -------- | ----- | ----- |
| 콜롬비아 | 1 - 0 | 이스라엘 | 1 - 0 | 0 - 0 |

### CONMEBOL vs OFC 대륙간 플레이오프
| 콜롬비아       | 1 – 0 | 이스라엘 |
| -------------- | ----- | -------- |
| 우수리아가 73′ |       |          |

| 이스라엘 | 0 – 0 | 콜롬비아 |
| -------- | ----- | -------- |
|          |       |          |

## 같이 보기
- 1990년 FIFA 월드컵 오세아니아 지역 예선

 콜롬비아가 합계 1 - 0으로 본선 진출.